# Vanitas

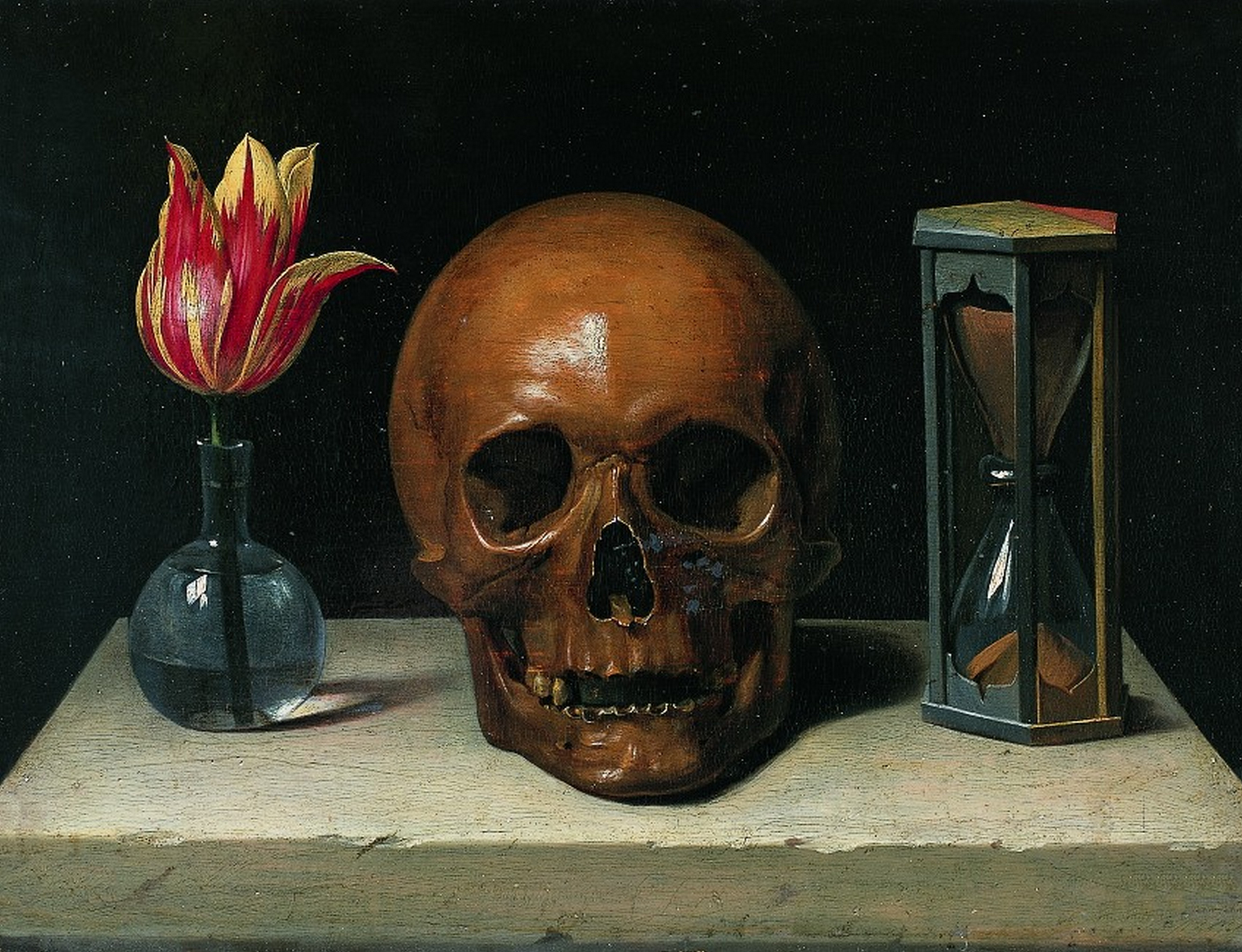
Natura morta con teschio, Philippe de Champaigne, 1671

La vanitas, in pittura, è una natura morta con elementi simbolici allusivi al tema della caducità della vita. Il nome deriva dalla frase biblica vanitas vanitatum et omnia vanitas e,  come il memento mori, è un ammonimento all'effimera condizione dell'esistenza.
Questo genere pittorico ha avuto il suo massimo sviluppo nel Seicento, soprattutto in Olanda, strettamente correlato al senso di precarietà che investì il continente europeo in seguito alla guerra dei trent'anni e al dilagare delle epidemie di peste.

## Simbolismi

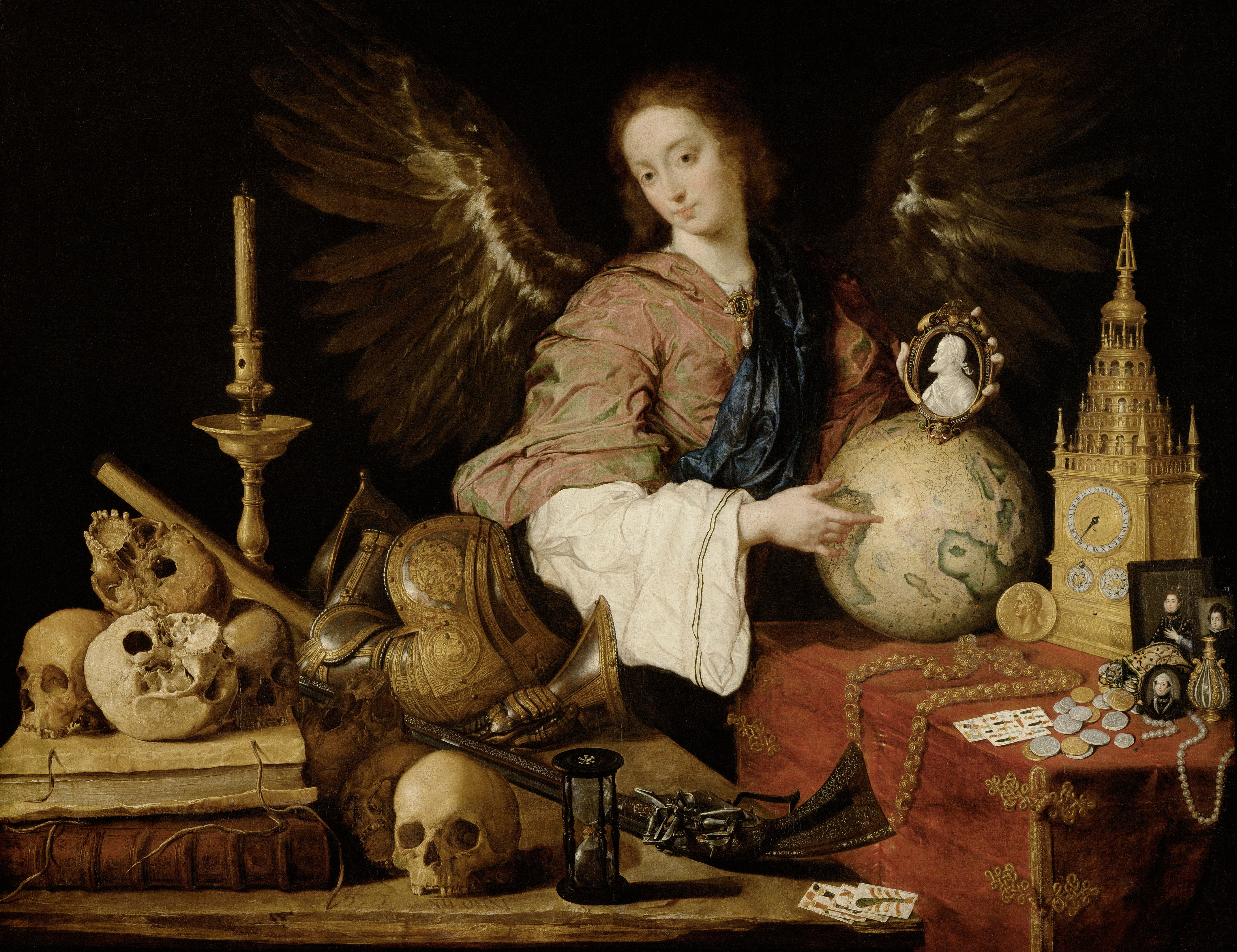
Allegoria della vanità, Antonio de Pereda, circa 1634

Gli elementi caratteristici di tali composizioni possono essere:
- il teschio, la candela spenta o il silenzio degli strumenti musicali, in quanto simboli di morte;
- la clessidra o l'orologio, come simboli del trascorrere del tempo;
- le bolle di sapone, di solito rappresentate con un putto o un adolescente che le crea soffiando da una specie di cannuccia, simbolo sia della transitorietà della vita sia della transitorietà dei beni terreni;
- un fiore spezzato, come un tulipano o una rosa, simbolo della vita che come quel fiore prima o poi appassirà. Anche nel famoso Canestra di frutta di Caravaggio la mela bacata, oltre che indice di crudo realismo, sta ad indicare la caducità.
- dipinti o manoscritti, simboli dei piaceri vani dell'uomo

Note opere con questo soggetto sono state realizzate da artisti quali Guercino, Laura Bernasconi, Salvator Rosa, Antonio de Pereda, Philippe de Champaigne, Abraham Mignon, Hans Holbein il Giovane, Simon Renard de Saint-André, Jan Brueghel il Vecchio, Pierre Mignard, Peter Paul Rubens, Pieter Claesz, Harmen Steenwijck, Juan de Valdés Leal.

## Galleria d'immagini

Gli ambasciatori, Hans Holbein il Giovane, 1533
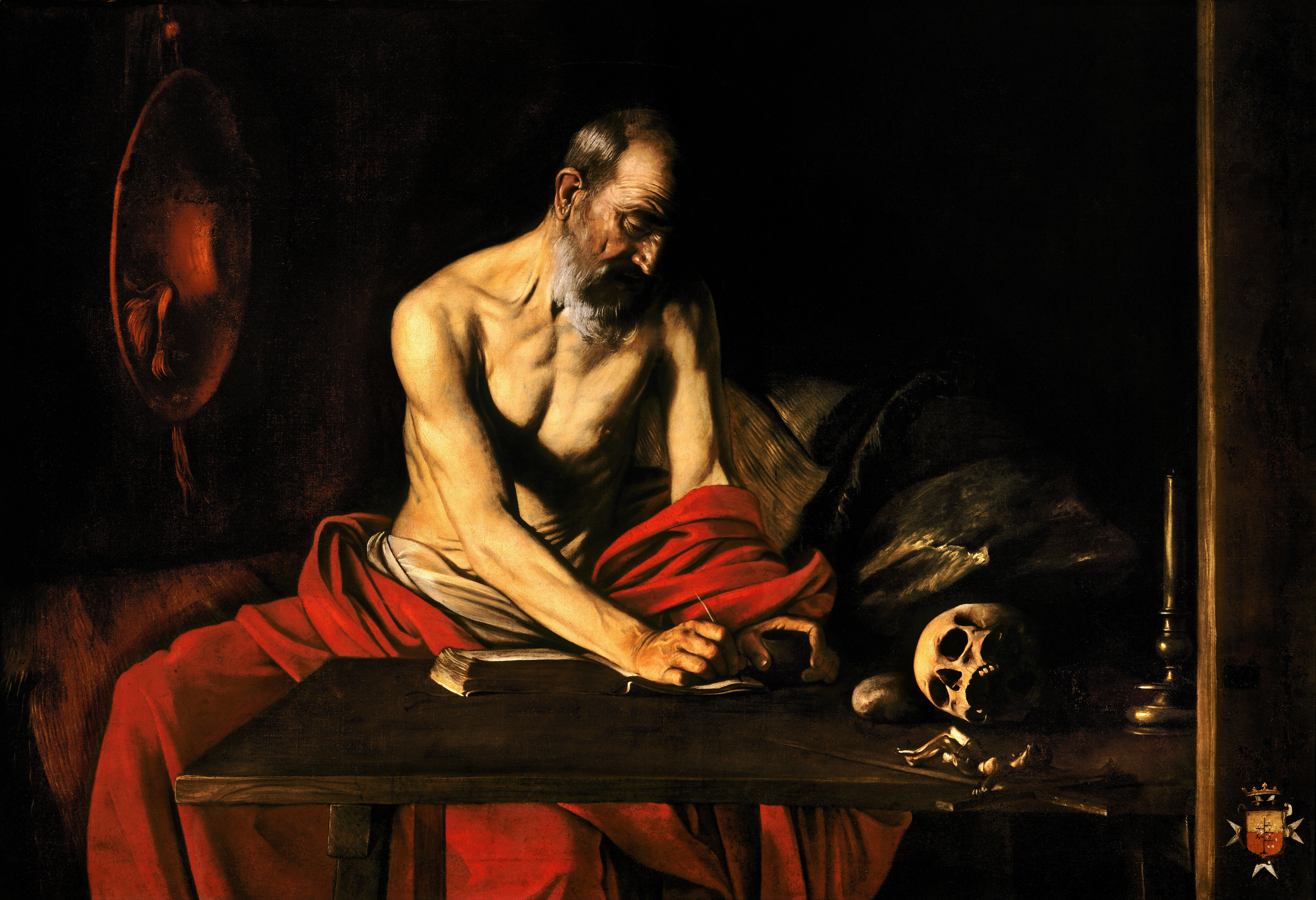
San Girolamo scrivente, Caravaggio, 1608
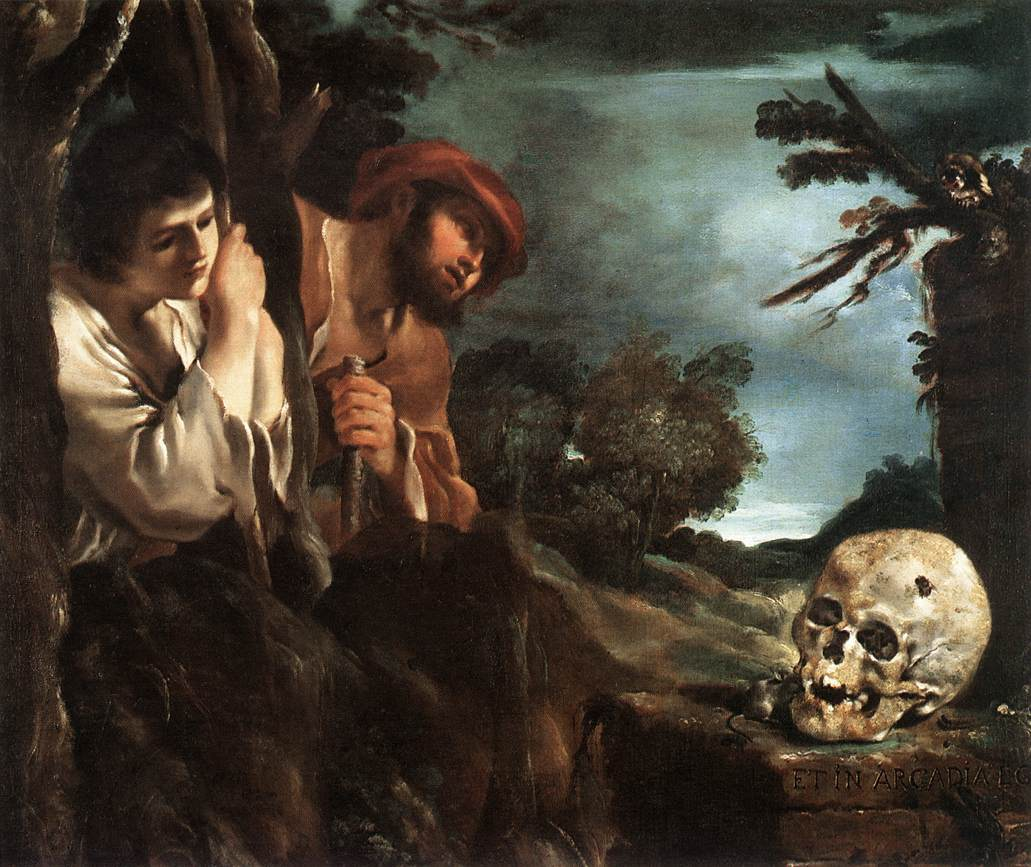
Et in Arcadia ego, Guercino, 1618-1622
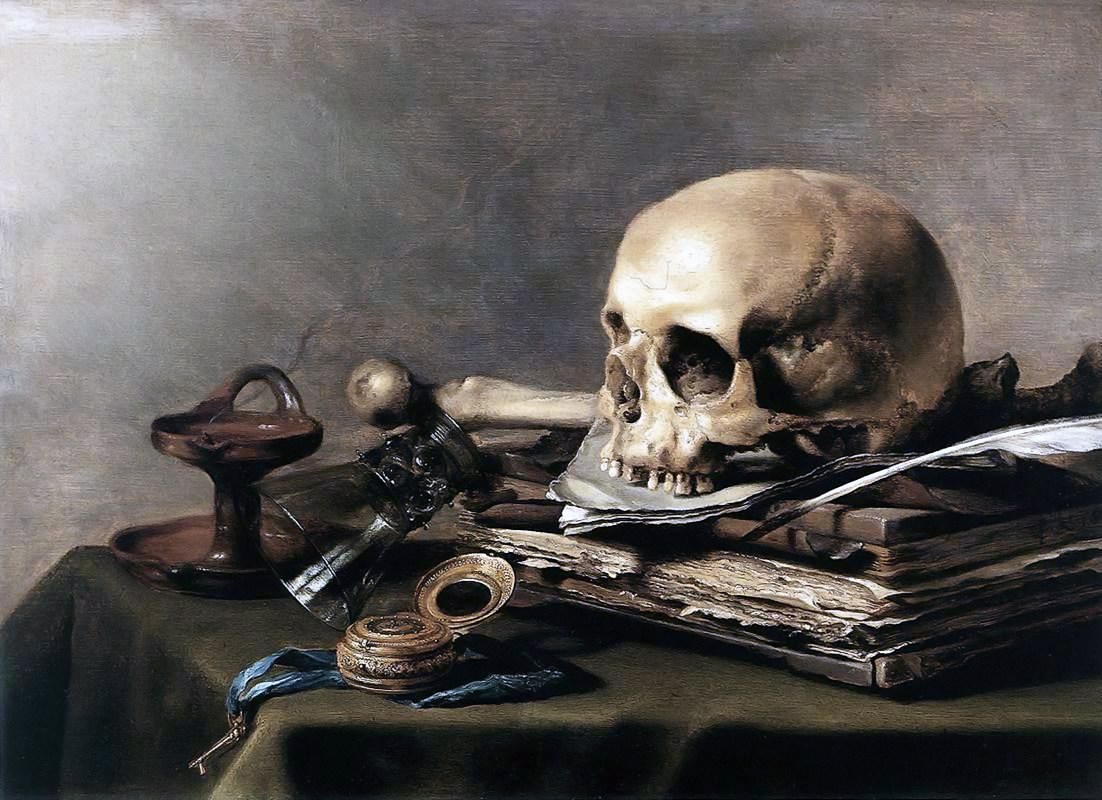
Vanitas, Pieter Claesz, 1630
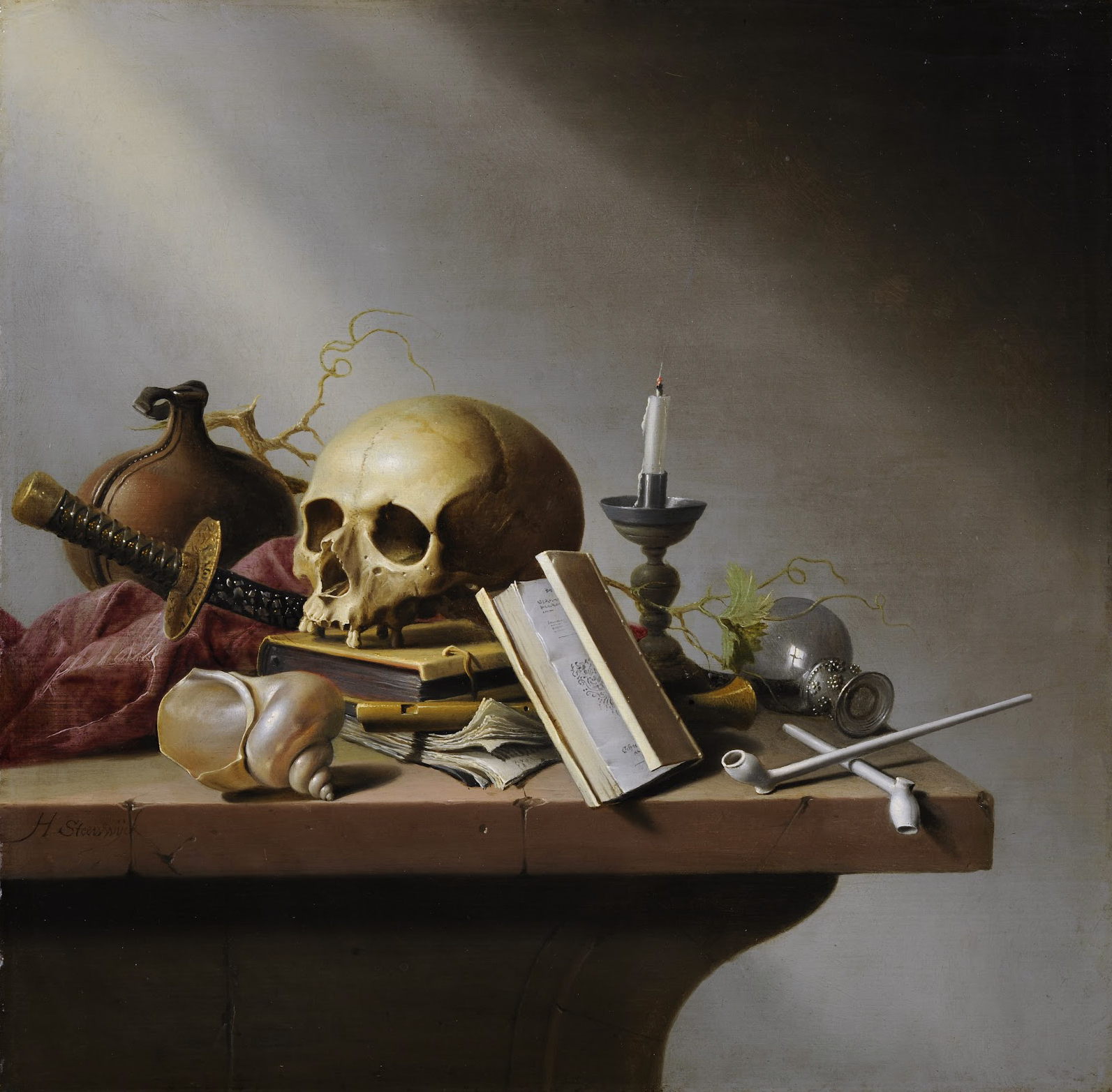
Vanitas, Harmen Steenwijck, 1640
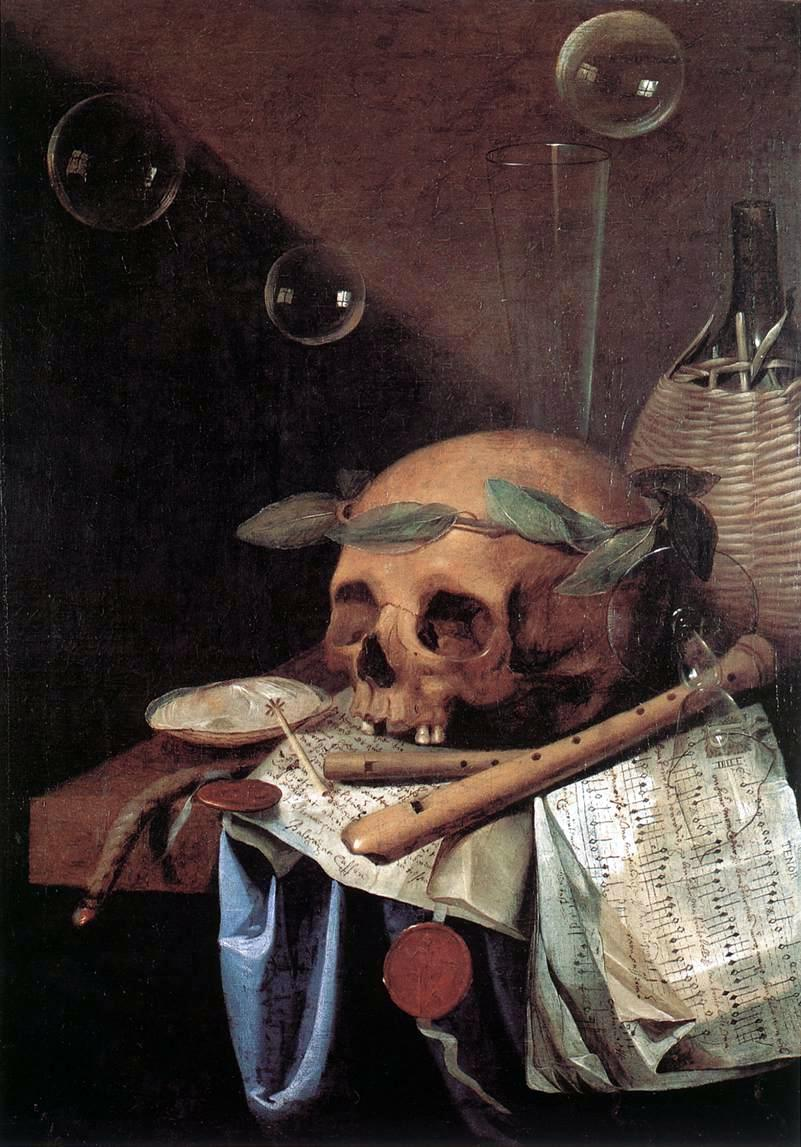
Vanitas, Simon Renard de Saint-André, circa 1650
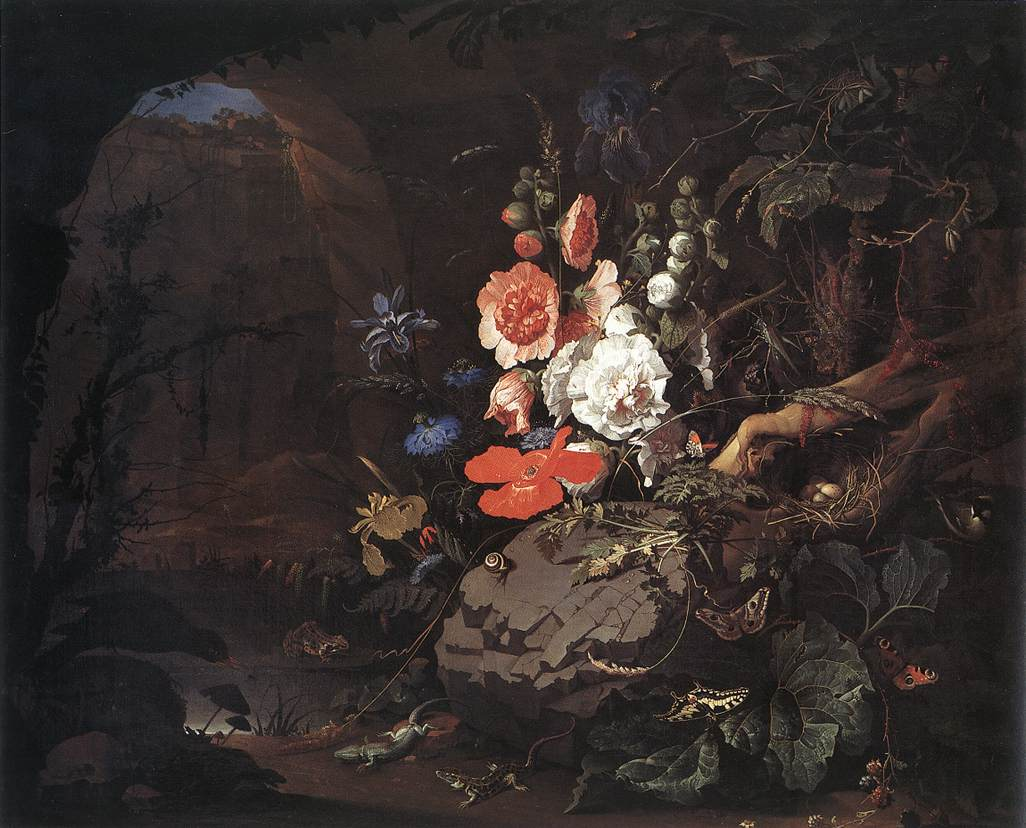
La natura come simbolo della Vanitas, Abraham Mignon, 1665-1679
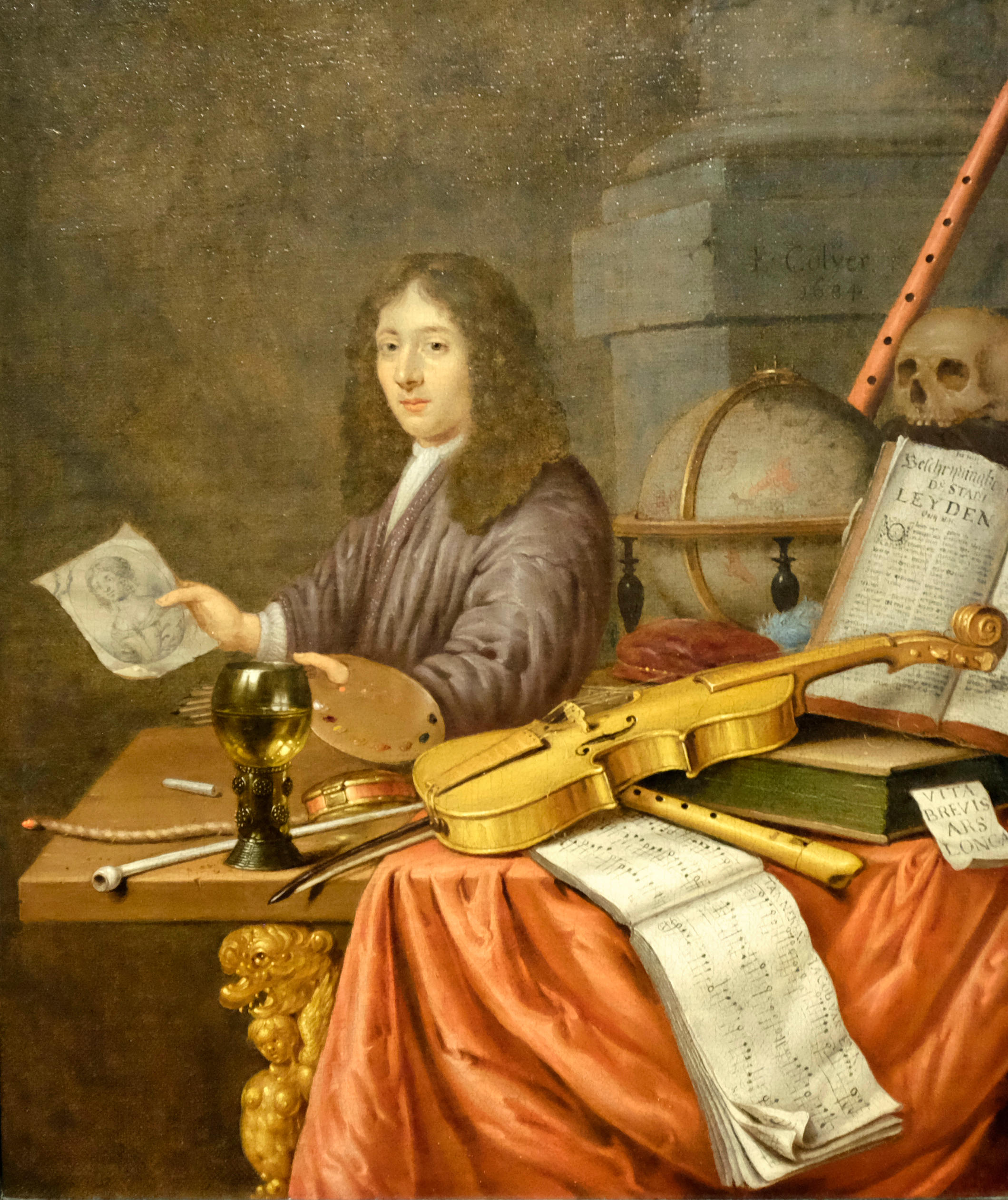
Autoritratto con Vanitas, Evert Collier, 1684
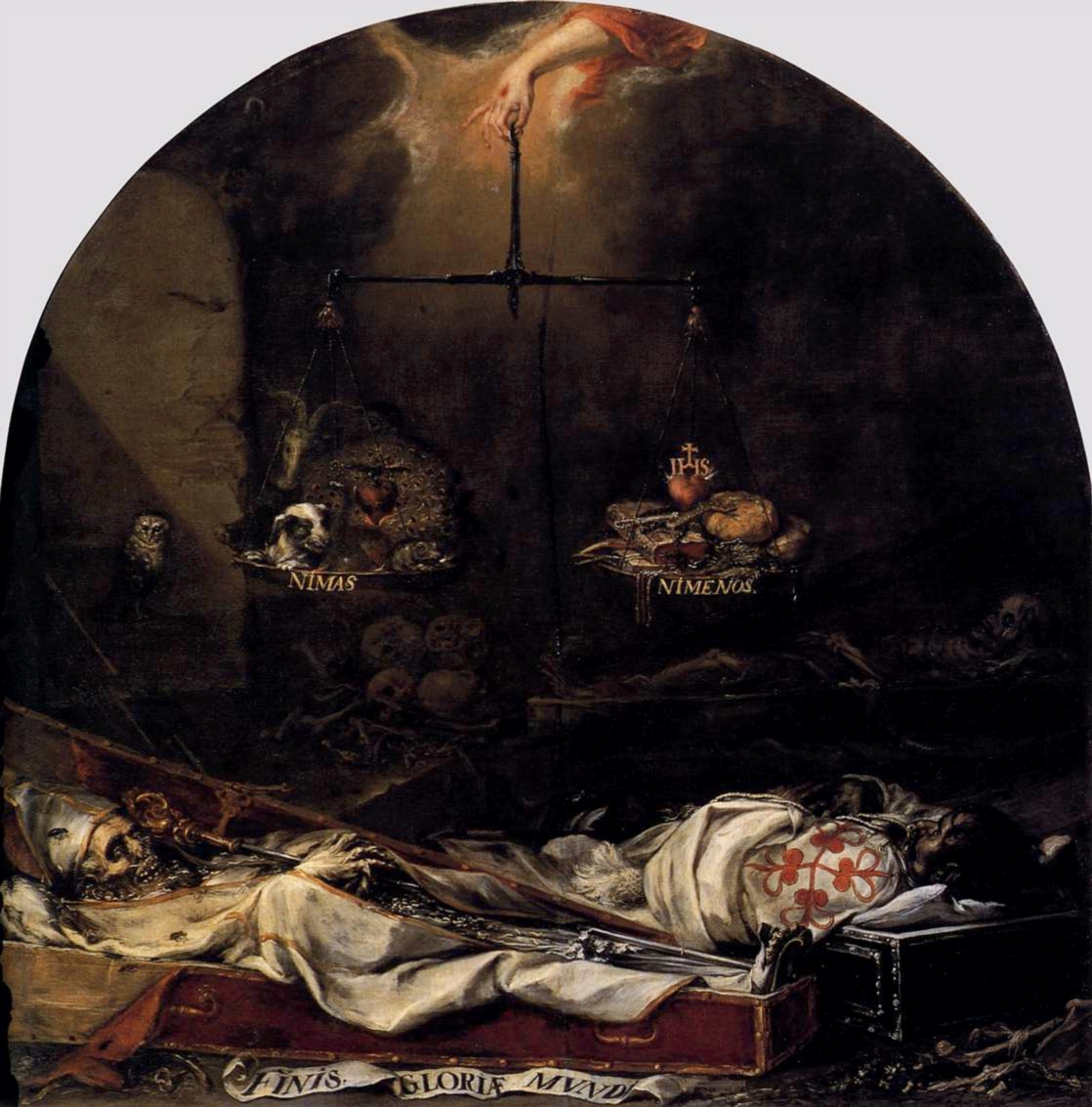
Finis gloriae mundi. Juan de Valdés Leal, 1672